# خوان غارسيا رودريغيز
خوان غارسيا رودريغيز هو كاهن كاثوليكي كوبي، ولد في 11 يوليو 1948 في كاماغواي في كوبا.